# 태그 (정보)

태그를 이용한 태그 구름

태그(tag)는 어떤 정보에 메타데이터로 부여된 키워드 또는 분류이다. 일반적인 분류 체계와는 다른 어느 하나의 정보에는 여러 개의 태그가 붙어 그 정보를 다양한 면에서 연관성을 보여 줄 수 있으며 이렇게 제공된 정보나 자료는 접근이 쉽게 해주어 손쉽게 그 정보를 검색하고 노출시키고 분류하거나 다른 자료와 엮어 네트워크로 만드는 일을 쉽게 해 준다.
태그는 보통 그 자료를 만든 사람이나 자료를 이해하거나 찾은 사람이 붙일 수 있다. 그래서 태그는 정식의 분류의 용어와 체계를 가지지 않고 비교적 자유로운 형태나 주관적인 관점에서 기록될 수 있다. 이러한 특징 때문에 태그는 동적이고 유연한 맥락적 메타데이터 정보로 날짜, 시간, 제목 같은 메타데이터 요소들과는 구분된다. 태그로 쓰인 키워드는 그 본문 안의 정보에는 기록되지 않을 수 있으며 음악, 그림과 같이 문자로 그 내용이 기록되지 않아 검색이 어려운 인터넷의 정보 객체들도 문자를 입력함으로써 검색할 수 있게 한다. 보통 태그는 한 낱말로 많이 이뤄져 있지만, 여러 개의 낱말이 하나의 개념을 나타내어 입력되기도 한다.
특히 방대한 정보가 생성, 교환, 공유되는 인터넷에서는 어떤 데이터를 찾기 위해 태그를 사용함으로써 원하는 정보에 매우 쉽게 접근할 수 있게 하는 검색성을 갖게 한다.

## 태그를 이용한 서비스
태그는 웹 2.0 서비스를 가능하게 하는 핵심적인 내용 중 하나이다. 다음의 사이트들에는 사용자들의 자발적인 태그 입력을 통해 콘텐츠들을 검색하여 제공하는 다양한 서비스를 제공하고 있다. 이러한 사이트들에서 전통적인 분류 방식인 택소노미(Taxonomy)와는 차별화된 단순히 어떤 개인의 차원이 아니라 사회적 집단적 차원의 지식을 공유하고자 하는 이상을 가진 포크소노미(Folksonomy)를 실현한다.

### 웹 사이트
- 델리셔스[깨진 링크(과거 내용 찾기)] - 사회관계적 북마크 서비스를 전문으로 하는 사이트이다. 사용자들은 자신이 가 보았던 여러 웹 사이트를 북마크로 저장하고 태그를 달아 이 사이트를 통해 공유함으로써 다른 사용자들이 이를 통해 북마크 내용을 공유하게 하는 유용한 정보를 제공한다.

- 플리커 - 사용자들이 만든 사진을 웹에 올려 저장하고 공유할 수 있도록 하는 사진 공유 서비스이다. 사용자들이 자신의 사진을 올릴 때 태그를 입력하게 되는데 일반적인 방법으로는 검색이 힘들었던 사진 콘텐츠를 검색하기 쉽게 하였다.

### 위젯
- 태그 구름(Tag Cloud)- 태그를 이차원의 형태로 배치하고 텍스트를 인기도, 생성 시간 등에 따라 글꼴의 크기와 모양에 변화를 주어 표현하여 사용자가 유행하는 태그들에 자연스럽게 발견하여 접근할 수 있도록 하는 서비스이다. 보통 사이트의 홈페이지에 부분적으로 사용된다.

- 관련 태그 - 어떤 콘텐츠를 볼 때 이에 관련된 내용의 다른 콘텐츠를 연결하는 고리를 표시하기 위해 태그를 사용한다. 간접적인 연관성도 표시할 수 있다.

### 제품
- 아이팟(Apple iPod)- 애플 아이팟에서는 사용자가 파일의 속성안에 기록된 장르나 코멘트에 자신의 태그를 입력하고 이를 스마트 플레이 리스트에서 동적으로 선택하여 음악들을 정리할 수 있다. 이를테면, 어떤 음악을 '졸린 음악'으로 코멘트(Comment)로 정리하고 새로운 '잘때 듣는 음악'이라는 스마트 플레이 리스트를 만들고 그 조건에 '졸린 음악'을 넣으면 자동으로 이를 그룹으로 묶어줄 수 있으며 나중에 다른 음악을 '졸린 음악'으로 지정하면 자동으로 업데이트가 된다.

## 태그의 구분자
주로 영어권의 사이트들에서 태그와 다른 태그를 구분할 때에는 공백 문자(Blank, Space)를 사용하며 두 단어 이상이 하나의 태그를 형성하는 경우엔 따옴표(")를 구분자(Separator)로 사용하도록 하고 있다. 이는 입력이 쉽고 단어와 단어가 분명히 떨어져 있는 영어의 특성 때문이다. 한편, 한국의 사이트들에서는 이런 공백문자의 이용이 한글의 특성과 단어 사이의 공백을 넣는 것에 대한 혼란 때문에 쉼표(,)나 복수의 입력 필드를 사용하는 방법이 주로 이용되고 있다. 다만 띄어쓰기, 일부 특수 문자 등은 지원이 성립되지 못한다. 기존의 띄어쓰기로 되어 있는 표제어나 단락, 본문 같은 경우 사정없이 붙여쓰기를 해야 하며, 일부 특수문자인 앰퍼샌드 같은 기호는 00앤00 같은 이름을 대신하여 입력시켜야 한다.

## 같이 보기
- 메타데이터
- 온톨로지
- 웹 2.0
- 태그 구름